# Couperet
Pour les articles homonymes, voir Le Couperet.

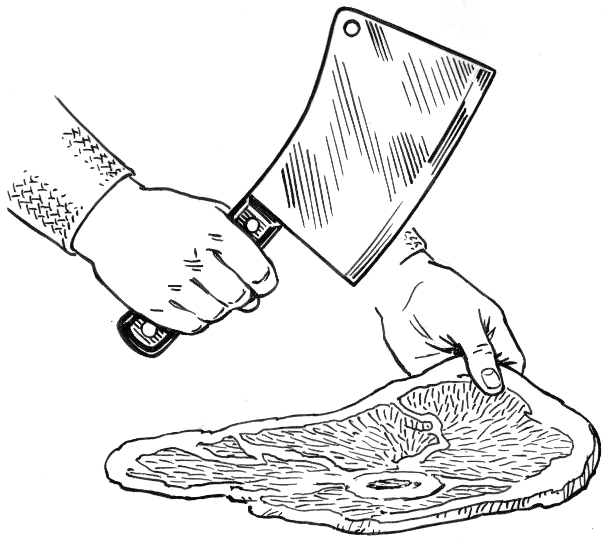
Couperet fendant une viande.

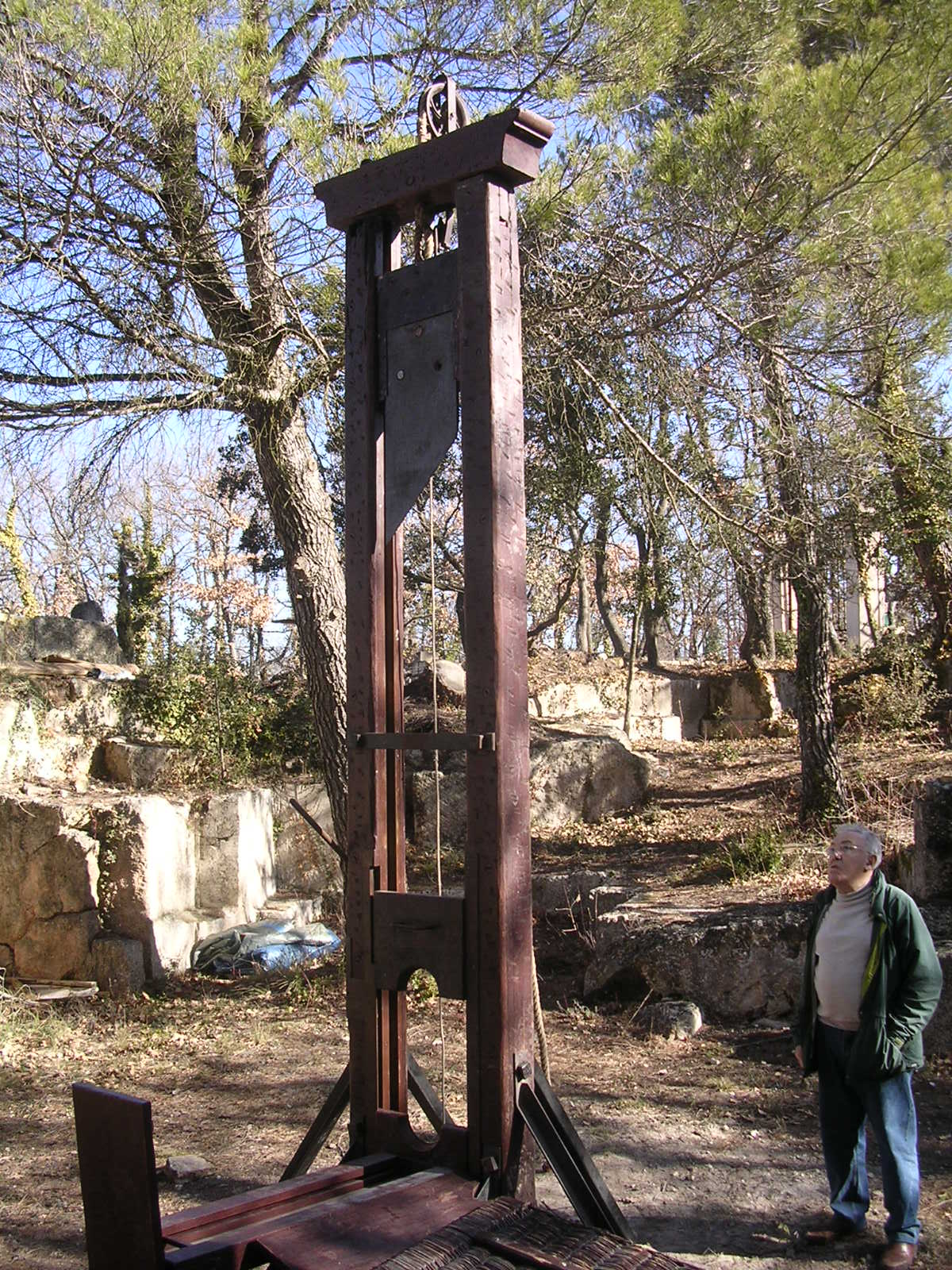
Couperet oblique d'une guillotine.

Le couperet est un ustensile de cuisine, une sorte de grand couteau plat, tranchoir, fendoir ou cassoir, servant à découper les carcasses (viandes, volailles, crustacés etc.). Utilisé à plat, il sert à concasser ou écraser les viandes et l'ail. Il est également appelé feuille de boucher.
Par extension, il désigne une lame lourde qui coupe par la force comme celle de la guillotine ou du massicot.

## Représentation enhéraldique

Blason de la ville alsacienne d'Altenach : De gueules au tranchoir d'argent posé en bande le manche en pointe.

Le couperet est un meuble des armoiries des anciennes corporations de bouchers (voir Armorial des corporations).